# Callum Blue

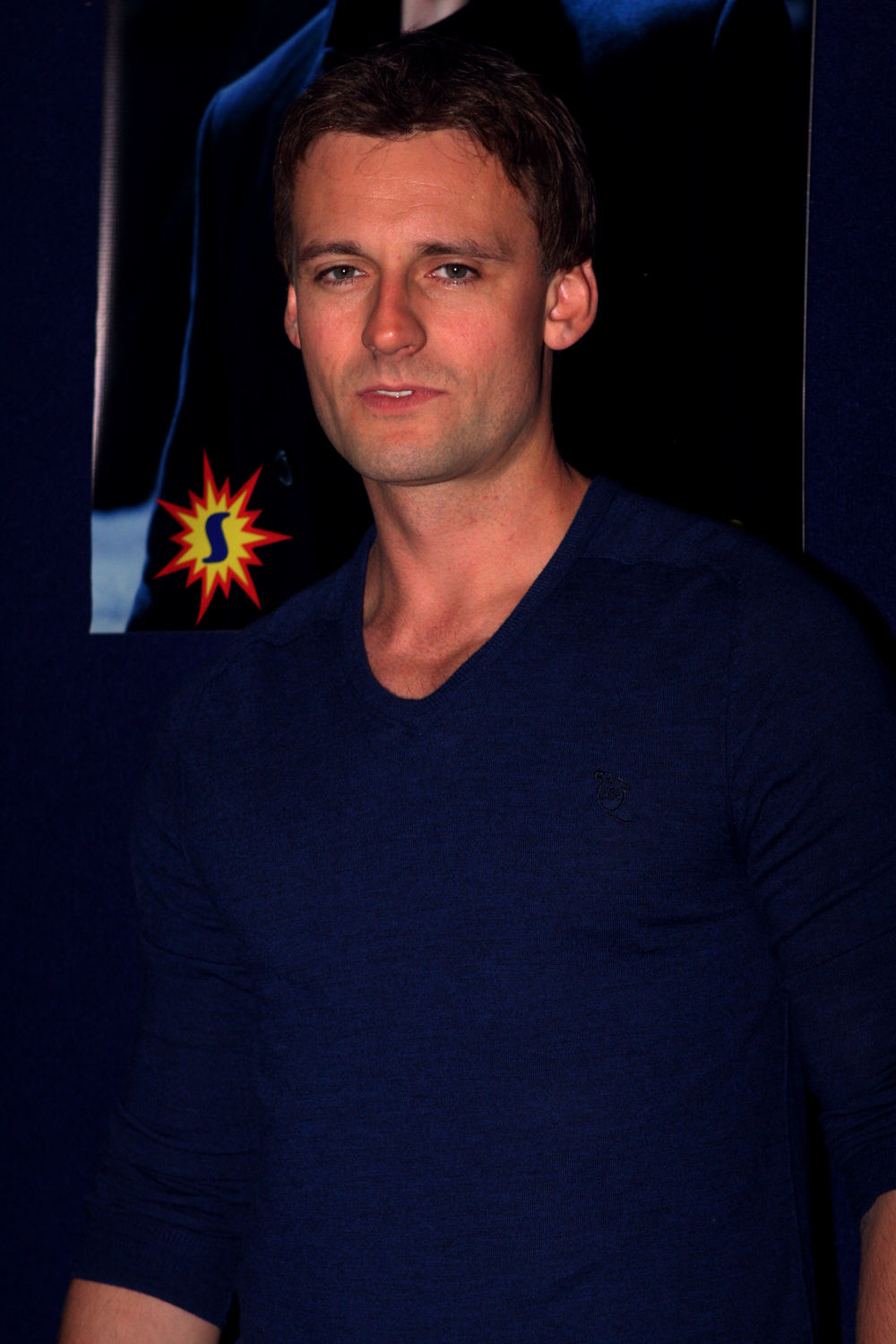
Callum Blue (2012)

Daniel James Callum Blue (* 19. August 1977 in London) ist ein englischer Schauspieler und besonders bekannt für seine Rollen als General Zod in Smallville, als „Seelensammler“ Mason in Dead Like Me – So gut wie tot und als Belles Freund Alex in Secret Diary of a Call Girl.
Callum Blue studierte an der Mountview Theatre School in London.

## Filmografie
- 1999: The Bill (Fernsehserie, eine Folge)
- 2000: Casualty (Fernsehserie, eine Folge)
- 2001: Shades (Miniserie, eine Folge)
- 2000: Doctors (Fernsehserie, eine Folge)
- 2001: Where the Heart Is (Fernsehserie, eine Folge)
- 2001: Young Blades
- 2002: Na und? (As If, Fernsehserie, 3 Folgen)
- 2001: In Love and War (Fernsehfilm)
- 2003: Devil’s Gate
- 2003–2004: Dead Like Me – So gut wie tot (Dead Like Me, Fernsehserie, 29 Folgen)
- 2004: Plötzlich Prinzessin 2 (The Princess Diaries 2: Royal Engagement)
- 2005–2006: Related (Fernsehserie, 19 Folgen)
- 2005: Grey’s Anatomy (Fernsehserie, eine Folge)
- 2006: Caffeine
- 2007: Die Tudors (The Tudors, Fernsehserie, 8 Folgen)
- 2007: Young People Fucking
- 2007–2011: Secret Diary of a Call Girl (Fernsehserie, 9 Folgen)
- 2008: Dirt (Fernsehserie, eine Folge)
- 2009: So gut wie tot – Dead Like Me: Der Film (Dead Like Me: Life After Death)
- 2009: Disneys Eine Weihnachtsgeschichte (A Christmas Carol)
- 2009: Red Sands
- 2009: Frenemy (Little Fish, Strange Pond)
- 2009: The Sarah Jane Adventures (Fernsehserie, 2 Folgen)
- 2009–2011: Smallville (Fernsehserie, 13 Folgen)
- 2010: Sanctuary – Wächter der Kreaturen (Sanctuary, Fernsehserie, 3 Folgen)
- 2011: Colombiana
- 2011: Auradrone: The Escape (Kurzfilm)
- 2011: Mystery! (Fernsehserie, eine Folge)
- 2011: Super Tanker (Fernsehfilm)
- 2011: Aurelio Zen (Zen, Miniserie, eine Folge)
- 2012: Book Club (Fernsehserie, 9 Folgen)
- 2012: The Secret Lives of Wives (Fernsehfilm)
- 2013: And Now a Word from Our Sponsor
- 2013: Fractured
- 2013: Royal Pains (Fernsehserie, 4 Folgen)
- 2014: Saul: The Journey to Damascus
- 2014: Transcendence
- 2015: Dartmoor Killing
- 2015: The Red Dress (Fernsehfilm)
- 2015: Proof (Fernsehserie, 6 Folgen)
- 2016: Criticsized
- 2016: The Charnel House
- 2017: Love Blossoms
- 2018: Blindspot (Fernsehserie, eine Folge)
- 2018: Ransom (Fernsehserie, eine Folge)
- 2024: 9-1-1 (Fernsehserie, 6 Folgen)